# Arc of a Diver
Albums de Steve Winwood
Steve Winwood
(1977) Talking Back to the Night
(1982)
Arc of a Diver est le deuxième album solo de Steve Winwood, sorti en 1980. 

## Genèse
Pour réaliser cet album, Steve Winwood a construit un studio dans sa propre maison et acheté une console de mixage 16 pistes provenant des Basing Street Studios de Londres.
Lionel Conway (Island Records) a présenté Will Jennings à Steve Winwood pour compléter les paroles de l'album.

## L'album
Il atteint la 3e place du hit-parade américain. Il fait partie des 1001 albums qu'il faut avoir écoutés dans sa vie.

### Titres
Tous les titres sont de Steve Winwood et Will Jennings, sauf mentions :
| No | Titre                  | Auteur                          | Durée |
| -- | ---------------------- | ------------------------------- | ----- |
| 1. | While You See a Chance |                                 | 5:12  |
| 2. | Arc of a Diver         | Steve Winwood, Vivian Stanshall | 5:28  |
| 3. | Second-Hand Woman      | Steve Winwood, George Fleming   | 3:41  |
| 4. | Slowdown Sundown       |                                 | 5:27  |
| 5. | Spanish Dancer         |                                 | 5:58  |
| 6. | Night Train            |                                 | 7:51  |
| 7. | Dust                   | Steve Winwood, George Fleming   | 6:20  |

### Musicien
- Steve Winwood : guitares acoustique et électrique, basse, claviers, synthétiseurs, batterie, Linn LM-1, programmation, percussions, chant